# Toponica (Gadžin Han)
Pour les articles homonymes, voir Toponica.
Toponica (en serbe cyrillique : Топоница) est un village de Serbie situé dans la municipalité de Gadžin Han, district de Nišava. Au recensement de 2011, il comptait 874 habitants.

## Démographie
| 1948 | 1953 | 1961 | 1971 | 1981  | 1991 | 2002 | 2011 |
| ---- | ---- | ---- | ---- | ----- | ---- | ---- | ---- |
| 806  | 827  | 895  | 999  | 1 030 | 983  | 947  | 874  |

|  |